# Ulrich Pinkall
Ulrich Pinkall (* 1955) ist ein deutscher Mathematiker, der sich mit Differentialgeometrie einschließlich computergraphischen Anwendungen befasst.
Pinkall studierte Mathematik an der Albert-Ludwigs-Universität Freiburg mit dem Diplom 1979 und der Promotion bei Martin Barner 1982 (Dupin´sche Hyperflächen), war danach bis 1984 Forschungsassistent in Freiburg und 1984 bis 1986 am Max-Planck-Institut für Mathematik in Bonn. 1985 habilitierte er sich in Bonn (Totale Absolutkrümmung immersierter Flächen). Von 1986 bis 2023 war er Professor an der TU Berlin.
1985 erhielt er die Otto-Hahn-Medaille der Max-Planck-Gesellschaft und 1986 war er Heisenberg-Stipendiat. 1992 bis 2003 war er Sprecher des SFB 288 (Differentialgeometrie und Quantenphysik).
1998 war er mit Franz Pedit Invited Speaker auf dem Internationalen Mathematikerkongress in Berlin (Quaternionic analysis of Riemann surfaces and differential geometry).

## Schriften
- Herausgeber mit Ravi Kulkarni Conformal Geometry, Vieweg 1988 (Seminar Bonn 1985/86)
- mit Alexander Bobenko Discretization of surfaces and integrable systems, in  Ruedi Seiler (Herausgeber) Discrete integrable geometry and physics, Clarendon Press, Oxford 1999